# Kirche Suteracher (Zürich-Altstetten)

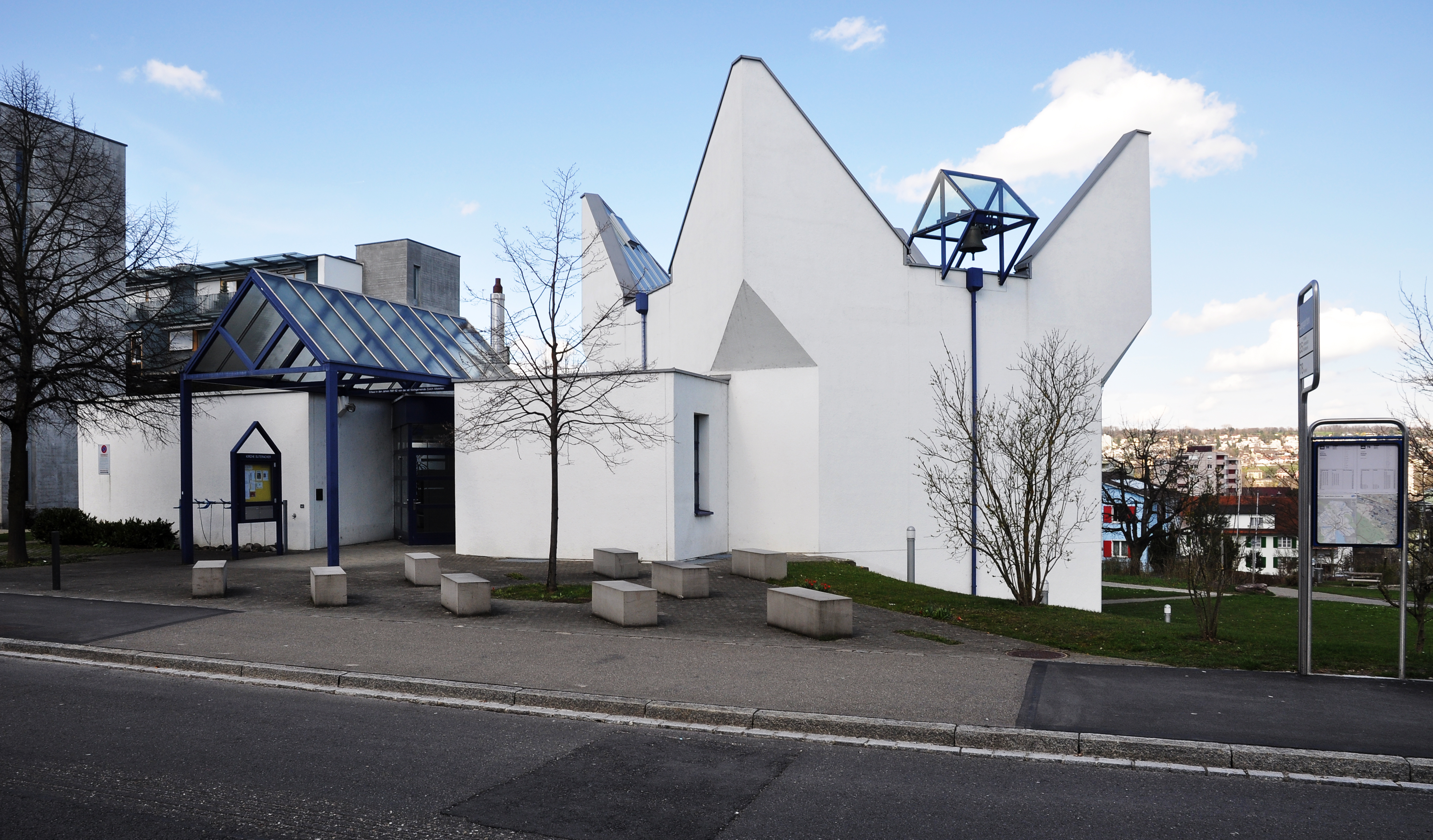
Kirche Suteracher

Die Kirche Suteracher ist eine evangelisch-reformierte Kirche im Zürcher Quartier Altstetten.

## Geschichte
Durch das Wachstum Altstettens zum grössten Quartier Zürichs wurde der Ruf nach weiteren reformierten Kirchenbauten in den entlegeneren Teilen des Quartiers laut, da die Erreichbarkeit der Alten Kirche und der Neuen Kirche Altstetten als zu mühsam erschien. Ein 1967 von Alvar Aalto vorgelegtes Projekt für eine Kirche am Suteracher wurde als überdimensioniert verworfen. Da der Baugrund für eine Kirche im Suteracher aber bereits erworben war, konnte dieser den Katholiken für eine Zwischennutzung zur Verfügung gestellt werden. Als die in die Jahre gekommene römisch-katholische Kirche Heilig Kreuz an der Saumackerstrasse durch einen Neubau ersetzt wurde, konnten die Katholiken auf dem Bauareal der reformierten Kirche im Gebiet Suteracher im Jahr 1977 die Tituskirche errichten. Es handelte sich um eine Kirche des Bautyps Fastenopferkirche, welche in der Schweiz vom Hilfswerk Fastenopfer insgesamt 17 Mal erbaut wurde. Als die neu erstellte Pfarrkirche fertig war, stellte sich die Frage, ob im Gebiet Suteracher nicht bleibend eine ökumenische Kirche unterhalten werden sollte. Da die Tituskirche nicht ideal war, wurde diese an eine Freikirche nach Dietlikon verkauft. Nachdem zunächst eine ökumenische Kirche geplant wurde, stellten sich kirchenrechtliche Probleme bei den Katholiken heraus, weil der Baugrund der reformierten Kirche gehörte und ein gemeinsames Gebäude im Baurecht nicht gestattet war. Deshalb errichtete die reformierte Kirchgemeinde 1982 als alleinige Trägerin die Kirche Suteracher, stellt sie aber den Katholiken zur regelmässigen Nutzung zur Verfügung. Architekt war Benedikt Huber, der in Regensdorf auch die Kirche St. Mauritius errichtet hatte. Die Stadt Zürich verlieh der Kirche Suteracher 1985 die Auszeichnung für gutes Bauen.

## Baubeschreibung
An der Strasse Am Suteracher 2 erhebt sich die kleine Kirche mit kubischen Formen und kronenartigem Aufbau samt Glockenträger. Trotz ihrer kleinen Dimensionen kommt der sakrale Charakter der Kirche dank ihrer skulpturalen Form gut zum Ausdruck. Besonders die Lichtführung verleiht dem Innenraum sein eigenes Gepräge. Ein Foyer und weitere Nebenräume ergänzen die Kirche zu einem Kirchgemeindehaus.

## Orgel
1981 erfolgte die Aufstellung einer Orgel für die Kirche Suteracher durch Orgelbau Kuhn. Das Instrument wurde ursprünglich von Orgelbau Genf AG erbaut. Das Instrument besitzt 4½ Register auf einem Manual und angehängtem Pedal. Die beiden Register Gedackt und Rohrflöte sind bei c′/cis' in Bass und Diskant geteilt, die Quinte ist nur im Diskant vorhanden. Die Disposition lautet wie folgt:
| I Manual C–g3 |       |
| Gedackt B/D   | 8′    |
| Rohrflöte B/D | 4′    |
| Quinte D      | 2 ⁄3′ |
| Principal     | 2′    |
| Octave        | 1′    |

| Pedal C–f1 |
| angehängt  |